# Lestizza
Lestizza (Listize en friulano) es una población de 3.963 habitantes en la provincia de Udine, en la región autónoma de Friuli-Venecia Julia.

## Geografía

### Demografía
| Gráfica de evolución demográfica de Lestizza entre 1861 y 2001 |
|                                                                |
| Fuente ISTAT - elaboración gráfica de Wikipedia                |

- Datos: Q53271
- Multimedia: Lestizza / Q53271

1. ↑  Worldpostalcodes.org, código postal n.º 33050.
2. ↑  «Codici Catastali». Comuni-italiani.it (en italiano). Consultado el 29 de abril de 2017.